# Stazione di Torre Melissa
La stazione di Torre Melissa è una stazione ferroviaria posta sulla ferrovia Jonica. Serve il centro abitato di Torre Melissa, frazione del comune di Melissa.

## Movimento

### Trasporto regionale
La stazione è servita da treni Regionali che collegano Torre Melissa con:
- Sibari
- Catanzaro Lido
- Crotone

I servizi del trasporto regionale vengono effettuati con treni ALn 663, ALn 668 in singolo e doppio elemento, vengono anche utilizzati i treni ATR.220 Swing.